# Џорџ О. Ејбел
Џорџ Огден Ејбел (енгл. George Ogden Abell, IPA:  1. март 1927 – 7. октобар 1983) био је астроном на Универзитету Калифорније у Лос Анђелесу. Био је астроном истраживач, професор, администратор, популаризатор науке и образовања и скептик. Дипломирао је 1951. на Калифорнијском технолошком институту, на ком је следеће године магистрирао, а 1957, под менторством Доналда Остерброка, и докторирао. Каријеру астронома почео је као туристички водич у опсерваторији Грифит у Лос Анђелесу.

## Посао
Ејбелов најпознатији рад је каталог галактичких јата откривених приликом посматрања космоса на опсерваторији Паломар. Анализирао је формирање и еволуцију галаксија. Доказао је да постоје галактичка јата другог реда, чиме је побио хијерархијски модел Карла Шарлијеа. Открио је и како се луминозитет јата може користити за мерење удаљености галаксија а средио је и чувену листу 86 планетарних маглина из 1966. међу којима се налази и Ејбел 39.
Ејбелов каталог је обиман списак од око 4.000 галактичких јата, од којих сваки има најмање тридесет чланова са црвеним помаком од барем 0.2. Оригинални каталог галактичких јата северне хемисфере објављен је 1958. Проширени каталог, са кластерима јужне хемисфере, објављен је постхумно 1989. у сарадњи са Харолдом Џ. Корвином и Роналдом П. Оловином.
Ејбел је такође открио и периодичну комету 52П/Харингтон-Ејбел. Заједно са Питером Голдрајком утврдио је да су планетарне маглине настале из црвених џинова.
Преко двадесет година Ејбел је радио као предавач на летњим научним курсевима за средњошколце. а након његове смрти, формиран је фонд за Ејбелову стипендију. Сарађивао је у снимању научно-образовних ТВ-серијала Разумевање космоса и времена и Пројекат космос.
Аргументовано је побио псеудонаучне тврдње Имануела Великовског. Саоснивач је Комитета за научне истраге паранормалних тврдњи, а сарађивао је у часопису Скептички испитивач.
Био је председник Космолошког комитета Међународне астрономске уније, и председник и члан одбора Пацифичког астрономског удружења. Године 1970. постао је сарадник Краљевског астрономског друштва. У периоду од 1968. до 1975. био је шеф Одсека за астрономију на Универзитету Калифорније у Лос Анђелесу као и председник Образовног комитета Америчког астрономског друштва. Од 1. јануара 1984. требало је да ступи на функцију уредника Астрономског журнала, али га је у томе спречила смрт.
Астероид 3449 Ејбел је назван по њему, као и Опсерваторија Џорџ Ејбел на Отвореном универзитету у граду Милтон Кинс у Енглеској.